# Turje
Turje so razloženo naselje v Občini Hrastnik. Ležijo v hribovju jugovzhodno od Dola pri Hrastniku. Danes je del Štajerske in Zasavske statistične regije.
Turje mejijo na severu na Dol pri Hrastniku, Marno, Brdce, Belovo in Sedraž, na vzhodu na Rimske Toplice, na jugu na Gore in Šavno Peč, na zahodu pa na Krnice in Kovk.
Leta 1955 je bilo naselje na podlagi Zakona o imenovanju naselij in označevanju trgov, ulic in zgradb iz leta 1948 kot del prizadevanj komunističnih oblasti za odstranitev patrocinijev iz naselbinskih imen preimenovano iz Sveti Štefan na današnje ime.
V kraju stoji cerkev sv. Štefana iz 16. stoletja, ki spada v župnijo Dol pri Hrastniku. Vas in cerkev sta pod spomeniškim varstvom. V vasi stoji tudi nekdanja šola, ki je bila zgrajena v prvi polovici 20. stoletja, a je danes opuščena. Severno od naselja v Ložci leži najdišče rimskega grobišča, ki so ga odkrili leta 1832. Nagrobnik Rimljana Gaja Bajbija Akcepta so pozneje vzidali v cerkev.

## Znane osebe
- Janko Orožen (1891–1989), zgodovinar